# Scalida bazyluki
Scalida bazyluki är en kackerlacksart som beskrevs av Bei-Bienko 1970. Scalida bazyluki ingår i släktet Scalida och familjen småkackerlackor.
Artens utbredningsområde är Vietnam. Inga underarter finns listade i Catalogue of Life.